# Hodal, Aland
Hodal là một làng thuộc tehsil Aland, huyện Gulbarga, bang Karnataka, Ấn Độ.